# 岡部芳彦
岡部 芳彦（おかべ よしひこ、1973年9月9日 - ）は、日本の経済学者、歴史学者である。専門はウクライナ研究、イギリス経済史。日本におけるウクライナ研究の第一人者とされることがある。博士（歴史学）（中部大学・2021年）、博士（経済学）（神戸学院大学・2015年）、神戸学院大学経済学部教授、同大学国際交流センター所長、ウクライナ研究会（国際ウクライナ学会日本支部）会長、在神戸ウクライナ名誉領事。

## 来歴

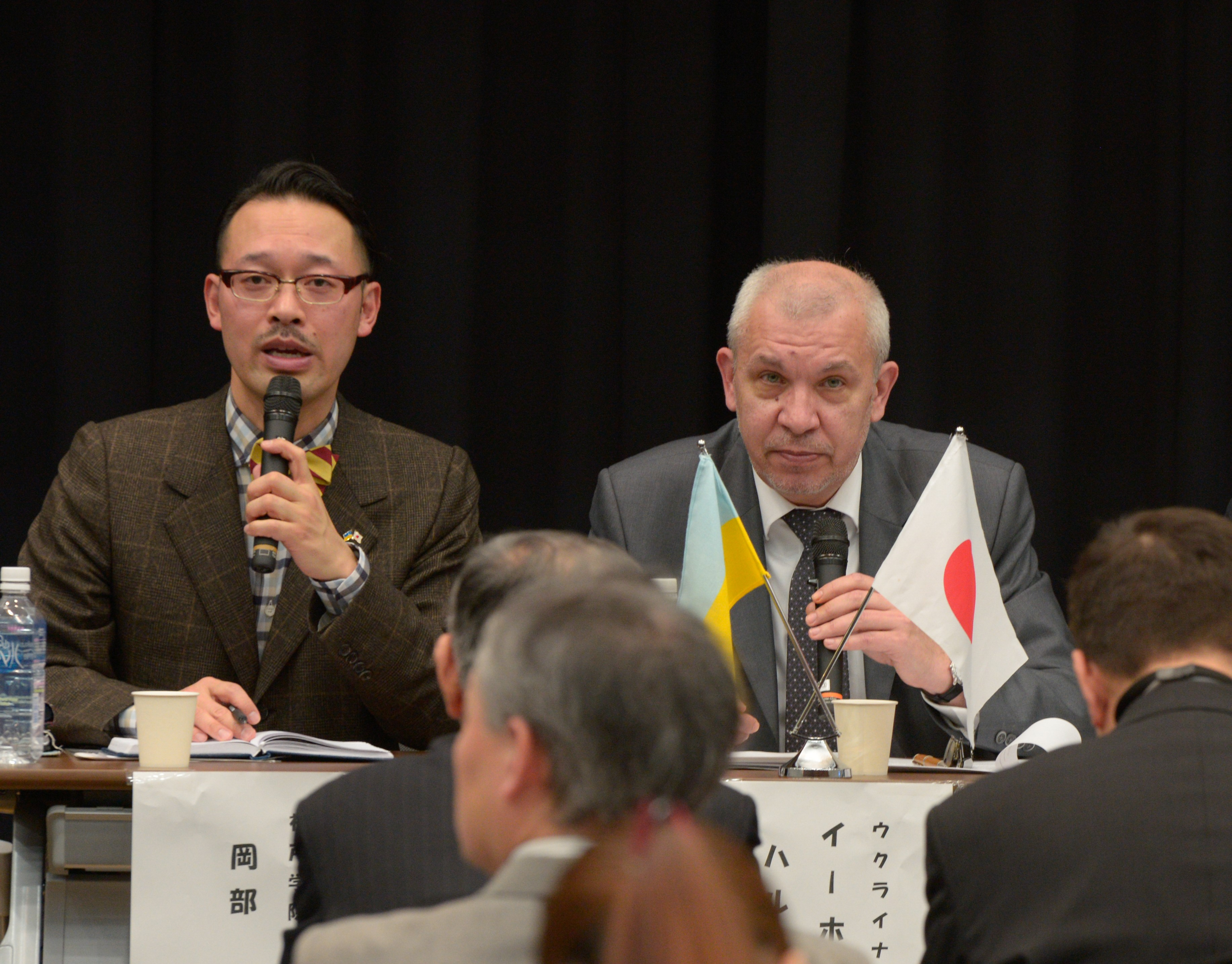
2015年2月、イーホル・ハルチェンコ駐日ウクライナ大使と

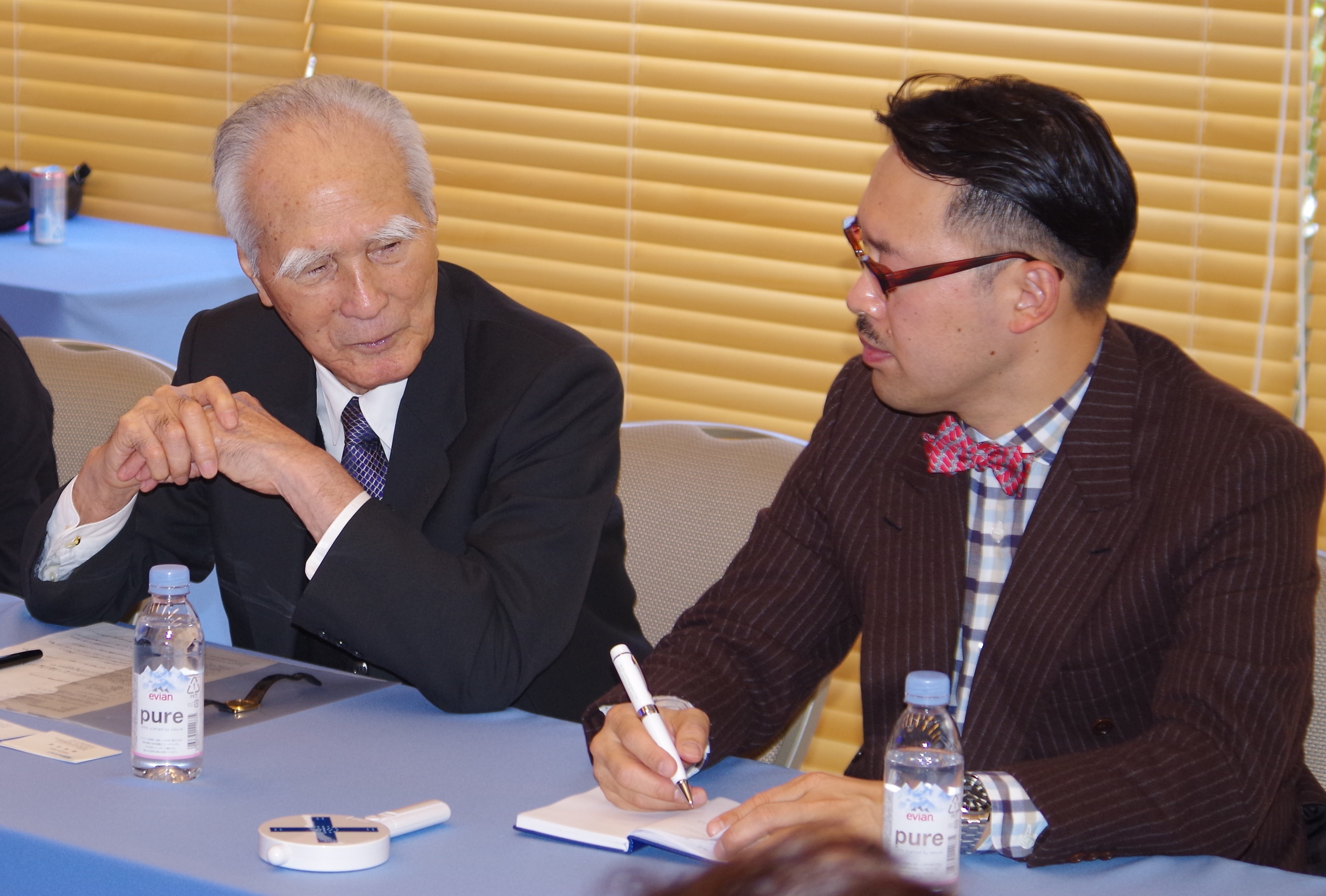
2015年11月、村山富市元内閣総理大臣と

検認遺産目録やマシュー・ボールトンについてなどイギリス経済史に関する論文・著書が多数あるが、ウクライナの政治情勢にも詳しく、同国のウォロディミル・ゼレンスキー大統領、ペトロ・ポロシェンコ大統領、レオニード・クチマ大統領、ヴォロディーミル・フロイスマン首相、ユーリヤ・ティモシェンコ首相、アルセニー・ヤツェニュク首相、オレクサンドル・トゥルチノフ・ウクライナ最高会議（国会）議長、アンドレイ・パルビイ最高会議議長、ドミトロ・クレーバ外務大臣、パブロ・クリムキン外務大臣、ビタリ・クリチコ・キエフ市長など政府要人、フィラレート (キエフ総主教)など宗教指導者との会談や、ウクライナ最高会議で講演することもあるため、日本におけるウクライナ研究の第一人者として紹介されることが多い。
2018年に、国際ウクライナ学会日本支部を兼ねるウクライナ研究会の第三代会長に選出された。2021年9月、ウクライナ人と日本人の人的交流史研究に対しては日本で初めてとなる博士（歴史学）の学位を中部大学より授与された。博士論文はウクライナ語でもリヴィウ工科大学出版が書籍として刊行している。近年は、ウクライナの詩集や民話の日本語への翻訳にも参画している。毎年、世界で最も優れたウクライナ研究に贈られるイヴァン・フランコ国際賞の2022年選考では、６か国32作品の中から『日本ウクライナ交流史1915-1937年』が上位５作品に選ばれたことが発表された。
2019年、「ウクライナ国民への貢献」に対して、パルビイ最高会議議長からウクライナ最高会議章を授与された。2021年には、イヴァーノ＝フランキーウシク州評議会の推薦を経て、「ウクライナ文化と歴史の世界への普及に対する貢献」に対して、デニス・シュミハリ首相からウクライナ内閣名誉章を授与されている。2021年2月には、日本人初のウクライナ国立農業科学アカデミー外国人会員に選出された。
2022年5月、ロシアのウクライナ侵攻に伴うロシア政府による日本への報復措置（ロシア連邦への日本政府の政策に対する報復措置に関してのロシア外務省声明）によって、ロシア連邦への入国を恒久的に禁止された。
2023年4月から2024年3月まで、兵庫県が設置した「創造的復興」の理念を活かしたウクライナ支援検討会の委員に就任し、座長を務める。また、2024年6月より同県のウクライナ支援プロジェクトチームのアドバイザーを委嘱された。
2023年8月1日、衆議院第一議員会館で開催された第7回ロシア後の自由な民族フォーラムでは、議長（モデレーター）を務めた。
2023年9月、二国間関係の発展への貢献等を理由に、議会の最高位の表彰であるウクライナ最高会議名誉章を授与された。
2024年10月、在神戸ウクライナ名誉領事館が開設され、名誉領事に任命された。
2025年6月6日、慈善・人道支援の提供及びウクライナの国家主権と領土保全の支持に対する多大な個人的貢献に対し、ウォロディミル・ゼレンスキーウクライナ大統領より「黄金の心」賞を授与された。

## 親族
岡部芳郎（祖父） - 日本人で唯一のトーマス・エジソンの助手である。

## 著書
- 2023年 『Yahoo! ニュースが認めた細かすぎる公式コメントを さらに細かく深掘りしたロシア・ウクライナ戦争解説』ワニブックスPLUS新書 新書  ISBN 978-4-8470-6691-7
- 2022年 『本当のウクライナ - 訪問35回以上、指導者たちと直接会ってわかったこと -』ワニブックスPLUS新書　ISBN 978-4-8470-6676-4
- 2022年 『魂の叫び ゼレンスキー大統領100の言葉』宝島社 ISBN 978-4-29903-133-4
- 2022年 『日本・ウクライナ交流史　1937年－1953年』神戸学院大学出版会　ISBN　978-4-89985-224-7
- 2021年 『Історія японсько-українських відносин 1915–1937 рр.』（『日本・ウクライナ交流史 1915-1937年』のウクライナ語翻訳書：翻訳者ナディア・ゴラル）リヴィウ工科大学出版[59][60]
- 2021年 『日本・ウクライナ交流史 1915-1937年』神戸学院大学出版会　ISBN 978-4899852087
- 2018年 『ウクライナを知るための65章』（共著書）明石書店 ISBN 978-4750347325
- 2016年 『マイダン革命はなぜ起こったか―ロシアとEUのはざまで―』ドニエプル出版 ISBN 978-4882698340
- 2015年 『イギリス検認遺産目録研究』 晃洋書房 ISBN 978-4771025837
- 2014年 『スポーツの経営史: その多様なアプローチを目指して』（共著書） 関西学院大学出版会 ISBN 978-4862831699
- 2006年 『史的に探るということ!―多様な時間軸から捉える国際市場システム』（共著書） 関西学院大学出版会 ISBN 978-4907654887

## 訳書
- 2022年　マーシ・ショア編、池田年穂訳、岡部芳彦解説『ウクライナの夜：革命と侵攻の現代史』慶応義塾大学出版会　ISBN 978-4-7664-2828-5
- 2021年　ヴィオレッタ・ウドヴィク編、イワン・ジューブ訳、岡部芳彦・ナディア・ゴラル翻訳校正、ゾヤ・スコロパデンコ画『コティホローシュコ／エンドウ豆太郎：ウクライナの民話』オデーサ・アストロ出版、2021年
- 2019年 ヴァシリ・クイビダ（ウクライナ語: Куйбіда Василь Степанович）『詩集 彩られた沈黙』ドニエプル出版 ISBN 978-4882698753

## 公職等
- ボリス・グリンチェンコ記念キーウ首都大学 名誉教授 2024年[61]
- 在神戸ウクライナ名誉領事 2024年～
- 韓国・聖潔大学校 客員教授 2024年～[62]
- ヴァシル・ステファニューク記念プレカルパチア国立大学 名誉教授 2023年[63]
- 兵庫県「創造的復興」の理念を活かしたウクライナ支援検討会　委員・座長　2023年～2024年[64]
- 兵庫県ウクライナ支援プロジェクトチーム アドバイザー 2024年～
- ウクライナ国立農業科学アカデミー外国人会員 2021年[65]
- ウクライナ大統領付属国家行政アカデミー 名誉教授 2019年[66][67]
- ニジニ・ノヴゴロド国立言語大学 名誉教授 2018年[68]（「ロシア連邦の憲法制度の根幹を侵害し、領土保全を侵害することを目的とした行為に参加した」ことを理由に2023年8月に名誉剥奪）[69]
- ウクライナ研究会 会長 2018年 -[70]
- ロシア問題研究センター(Center of Russian Studies、ウクライナ・キエフ） エキスパート 2018年 -[71]
- 令和元年度北方四島交流後継者訪問事業（色丹島） 団長 2019年6月7日 - 6月10日[72][73]
- 平成29年度北方四島交流後継者訪問事業（国後島） 団長 2017年9月15日 - 9月17日[74]
- 平成28年度北方四島交流後継者訪問事業（択捉島） 副団長 2016年6月30日 - 7月4日[75]
- 日露大学協会人材交流委員会委員　2021年6月15日現在[76]
- ウクライナ大統領選挙 公式オブザーバー（ウクライナ中央選挙管理委員会） 2019年3月31日[77]
- ウクライナ最高会議選挙 公式オブザーバー（ウクライナ中央選挙管理委員会） 2014年10月26日
- 日本・ロシア協会 常任理事　2014年 -
- 兵庫県立人と自然の博物館協議会 委員 2013年 - 2015年
- 姫路市都市計画審議会 委員 2008年 - 2010年
- 姫路市都市景観審議会 委員 2005年 - 2007年

## 出演番組

### テレビ
- 「NHKニュースおはよう日本」
- 「Live News イット!」
- 「スーパーJチャンネル」
- 「news zero」
- 「ウェークアップ!」
- 「情報ライブ ミヤネ屋」
- 「日曜報道 THE PRIME」
- 「新・情報7daysニュースキャスター」
- 「ひるおび」
- 「ゴゴスマ -GO GO!Smile!-」
- 「めざまし8」
- 「タモリステーション」
- 「あさパラS」
- 「かんさい情報ネットten.」
- 「よんチャンTV」
- 「報道ランナー」
- 「深層NEWS」
- 「報道1930」
- 「報道ライブ インサイドOUT」
- 「プライムニュース」
- 「そこまで言って委員会NP」
- 「5時スタ」
- 「Journeys in Japan:  Eternally Radiant Himeji Castle（邦題：姫路城よ 永遠に）」NHKワールド JAPAN（2022/5/31放映）[78]
- 「かんさい熱視線」「亡命のウクラニアン　百年の記憶」 NHK大阪放送局（2022/5/27放映）[79]
- 「 Live Love ひょうご」「ウクライナ実情を多くの人に 兵庫の専門家の思い」NHK神戸放送局（2022/7/20放映）[80]
- 「Yoshihiko Okabe on the Japanese Economic Miracle & What Can Ukraine Learn from Japan's Experience」UATV English（ウクライナ国営放送、2018/6/21放映）[81]
- 「歴史秘話ヒストリア あの名言にはウラがある！？～ヒストリア書房の迷える人々～」NHK（2015/12/30放映）[82]
- 「日曜ビッグバラエティ～SMAPの中間管理職・稲垣＆草ナギコンビ初MCー1位じゃなくっていいじゃない」テレビ東京（2015/1/25放映）[82]
- 「今しか聞けない歴史バラエティー 実話日本おとぎばな史」TBS（2016/12/20放映）[82]
- 「─花在ればこそ吾も在り─世界的植物学者を支えた神戸人｣ SUN-TV(2012/12/23放映）[83]、第20回坂田記念ジャーナリズム賞受賞作品[84]

### ネット放送
- 「ABEMAヒルズ」
- 「WEEKLY OCHIAI」
- 「日経テレ東大学」
- 「セカイ経済」
- 「ニューズ・オプエド」
- 「国際政治チャンネル」
- 「別冊！ニューソク通信」
- 「ReHacQ」

### ラジオ
- 「ロンドンブーツ1号2号 田村淳のNewsCLUB」
- 「辛坊治郎ズーム そこまで言うか!」
- 「斉藤一美 ニュースワイドSAKIDORI!」
- 「大竹まこと ゴールデンラジオ!」